# Filchneria mongolica
Filchneria mongolica és una espècie d'insecte plecòpter pertanyent a la família dels perlòdids.

## Hàbitat
En el seu estadi immadur és aquàtic i viu a l'aigua dolça, mentre que com a adult és terrestre i volador.

## Distribució geogràfica
Es troba a Àsia: Mongòlia i la Rússia asiàtica (Buriàtia, el krai de Primórie i l'óblast de l'Amur), incloent-hi les conques dels rius Amur i Selengà.